# Horgener Bergweiher
Horgener Bergweiher är en sjö i Schweiz.   Den ligger i kantonen Zürich, i den centrala delen av landet, 90 km öster om huvudstaden Bern. Horgener Bergweiher ligger 648 meter över havet.
Omgivningarna runt Horgener Bergweiher är en mosaik av jordbruksmark och naturlig växtlighet. Runt Horgener Bergweiher är det ganska tätbefolkat, med 155 invånare per kvadratkilometer.